# Charles Houla
Charles Houla (* 26. Februar 1993) ist ein französischer Fußballspieler.

## Karriere
Charles Houla erlernte das Fußballspielen in der Jugendmannschaft von VEF Pacy in Pacy-sur-Eure. Nach der Jugend wechselte er 2011 zu Pacy MRC. Der Verein spielte in der dritten Liga, der Championnat de France Amateur. Hier absolvierte er 27 Spiele. Mitte 2012 wechselte er zum FC Valenciennes. Hier kam er in der zweiten Mannschaft, die ebenfalls in der dritten Liga spielte, 21-mal zum Einsatz. Der FC Mantois 78, ein Verein aus Mantes-la-Ville, nahm ihn Mitte 2013 unter Vertrag. Hier kam er bis Mitte 2014 nur zweimal zum Einsatz. 2014 wechselte er zu seinem ehemaligen Klub Pacy MRC. Über die Stationen FC Ailly-Sur-Somme Samara und CMS Oissel ging er 2020 nach Asien. Hier unterschrieb er in Thailand einen Vertrag beim Bangkok FC. Der Verein aus der thailändischen Hauptstadt Bangkok spielte in der dritten Liga, der Thai League 3. Im Juli 2021 kehrte er nach Frankreich zurück. Hier schloss er sich dem FC Gueugnon aus Gueugnon an.

## Persönliches
Charles Houla ist der jüngere Bruder von Greg Houla.